# Oscar Belloso Vargas
Oscar José Belloso Vargas (Maracaibo, 18 de julio de 1970) es un ingeniero venezolano. Fue el rector de la Universidad Rafael Belloso Chacín (URBE), también presidente de las universidades URBE Internacional en Miami y URBE Chile.

## Estudios
Su formación educativa transcurrió en el Liceo Los Robles de Maracaibo, continuando sus estudios en el Colegio Universitario Dr. Rafael Belloso Chacín (CUNIBE), egresando en 1990 como Técnico Superior Universitario en Informática. Desde ese entonces se incorpora como empleado administrativo y luego como Novel Docente del CUNIBE. Inició sus estudios en la Universidad Rafael Belloso Chacín (URBE) egresando en 1995 como ingeniero en Computación.
Paralelamente a sus estudios universitarios, ejerce distintas funciones en el CUNIBE como coordinador docente hasta alcanzar el cargo de contralor de la Institución, fortaleciendo el desarrollo tecnológico de esta casa de estudios, impulsando la creación de Laboratorios de Computación en el Occidente de Venezuela.
Durante este tiempo en el CUNIBE, perfila su rol de investigador con el grado de Doctor en Educación (2008) y sumando más publicaciones que le permiten consolidarse como Investigador PEII del Ministerio rector de la ciencia y la tecnología en Venezuela.

## Actualidad
Actualmente, dirige el Rectorado de la URBE, en la cual se impulsan proyectos orientados a la docencia, investigación y extensión. Igualmente, dirige equipos de alto desempeño en las organizaciones Servieduca y URBE 96.3 FM.
Belloso Vargas, experto en tecnologías de información, continúa su rol de Investigador apoyando proyectos en las áreas de energía, climatología y producción industrial con investigadores e innovadores de CUNIBE y URBE.

## Condecoraciones y reconocimientos
- Distinción Honorífica FUNDEI 2008.
- Premio Nacional de Ciencia, Tecnología e Innovación a la Inventiva Popular Luis Zambrano 2008.
- Premio a la Innovatividad Universitaria EUREKA 2008 Mención Técnica.
- Premio a la Innovatividad Universitaria EUREKA 2009 Mención Desarrollo Sostenible.
- Premio a la Innovatividad Universitaria EUREKA 2010 Mención Desarrollo Sostenible.
- Botón de la Zulianidad 2010.

- Libro: Prospectiva de Investigación y Desarrollo Tecnológico de los Institutos y Colegios Universitarios (2012).
- Libro: El ABC de la Investigación 2.ª Edición (2007).
- Reconocimiento de la Organización de los Estados Americanos, el Ministerio de Educación de Panamá y Virtual Educa.
- Reconocimiento del Centro de Ingenieros del estado Zulia CIDEZ (2010).
- Condecoración del Consejo Superior de la URBE (2013).